# Ламанай
Ламанай(Lamanai, від Lama'anayin — занурений крокодил мовою мая) — руїни колись одного з найбільш значущих церемоніальних центрів цивілізації мая, розташованих на території сучасного Белізу. Місто знаходиться на березі 48-кілометрової лагуни в північно-центральному Белізі.
Одне з небагатьох міст мая, що зберегло свою первинну назву. Ламанай мовою мая означає занурений крокодил, це пояснює численні зображення крокодилів в цьому місті.
Місто налічує тритисячолітню історію, саме стільки часу без перерв тут жили люди. Під час класичного періоду розвитку цивілізації мая (близько 250 року — 900 року н. е..) населення міста досягало 20 000 жителів. На противагу іншим містам мая Ламанай був ще заселений, коли в Беліз в XVI столітті вторглися іспанці. Найвища споруда Ламаная, Високий Храм, досягає 33 м у висоту.
Одним з тих, хто досліджував руїни, був Томас Ганн.
Сьогодні місто всього лише на 5% розкопане, однак тут вже є на що подивитися. Наприклад, на Храм Маски (споруда N9-56), у якому встановлена 13-метрова кам'яна маска. Більша частина Ламаная, як і раніше, прихована в джунглях, які дбайливо зберігають гордий та непокірний дух мая

## Галерея

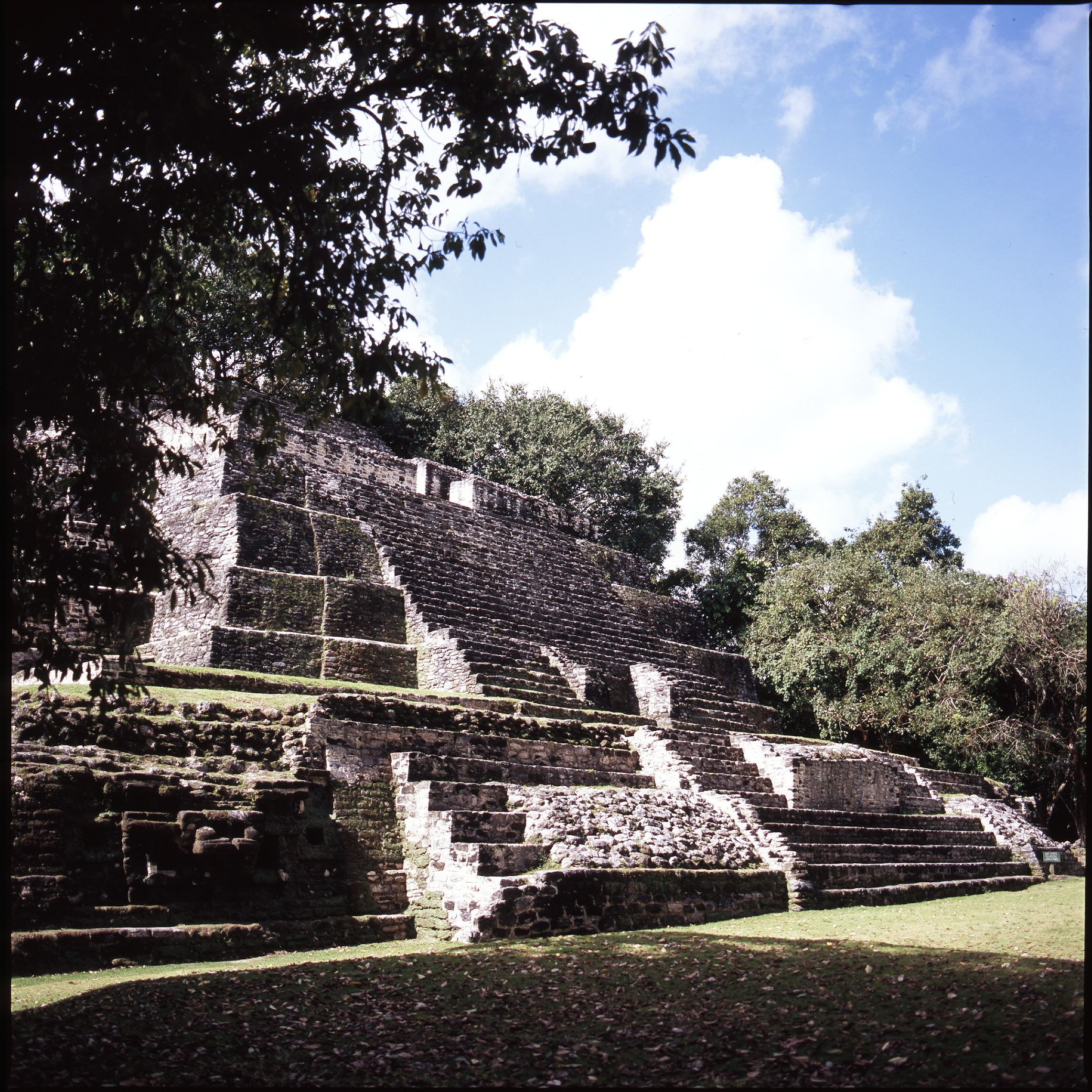
Храм ягуара
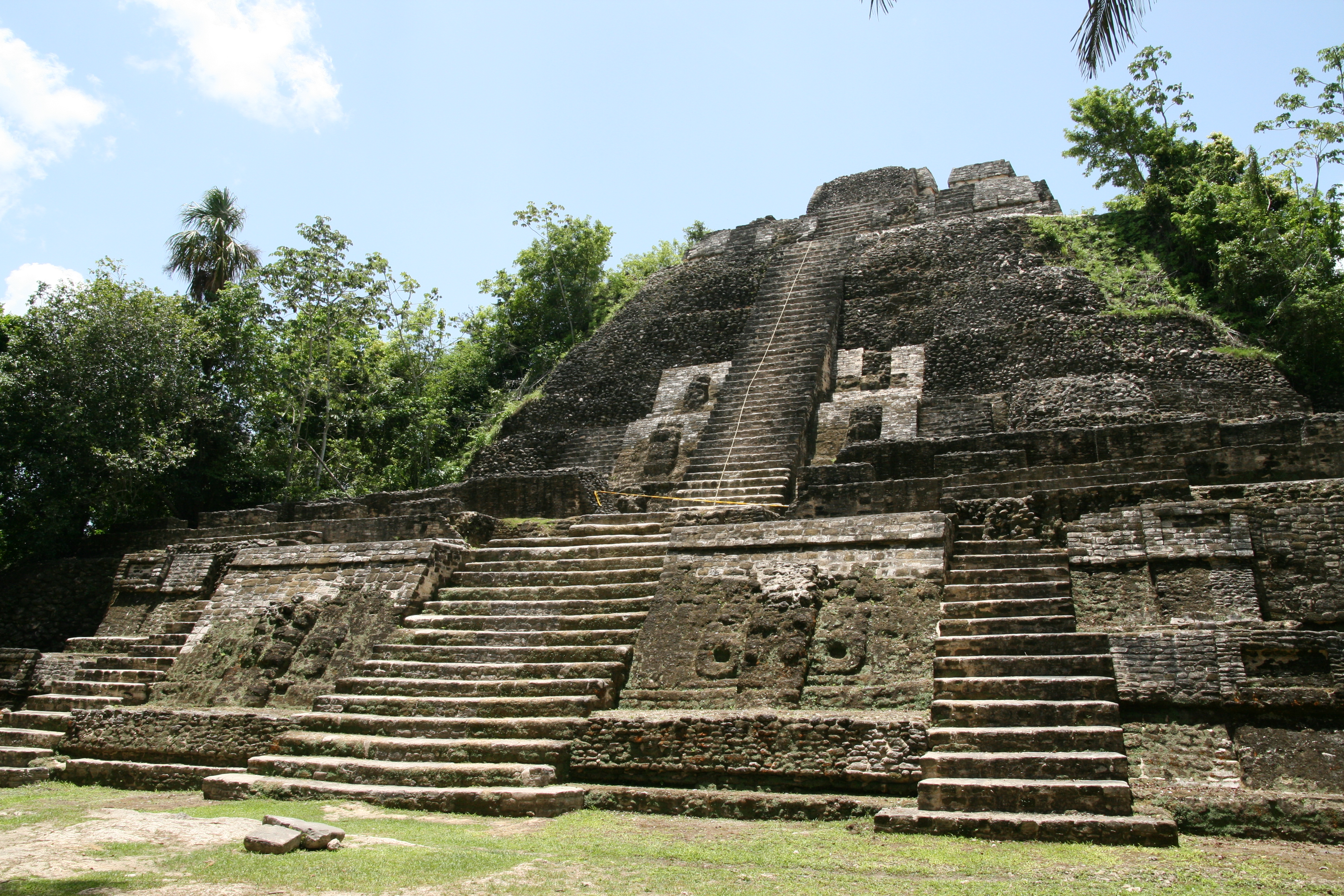
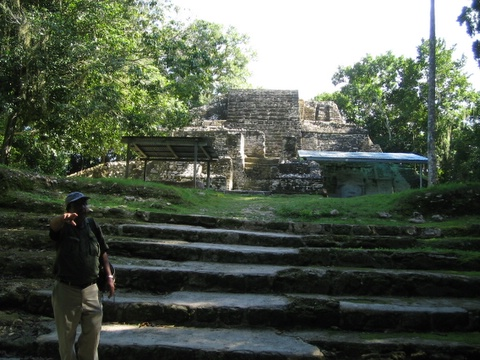
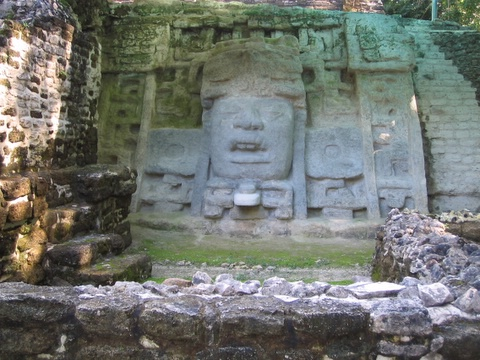
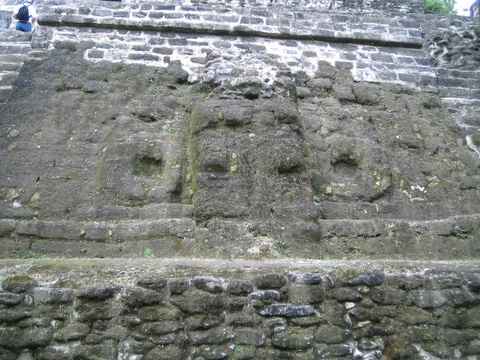
.
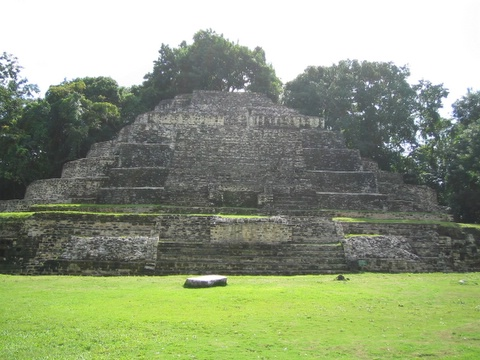
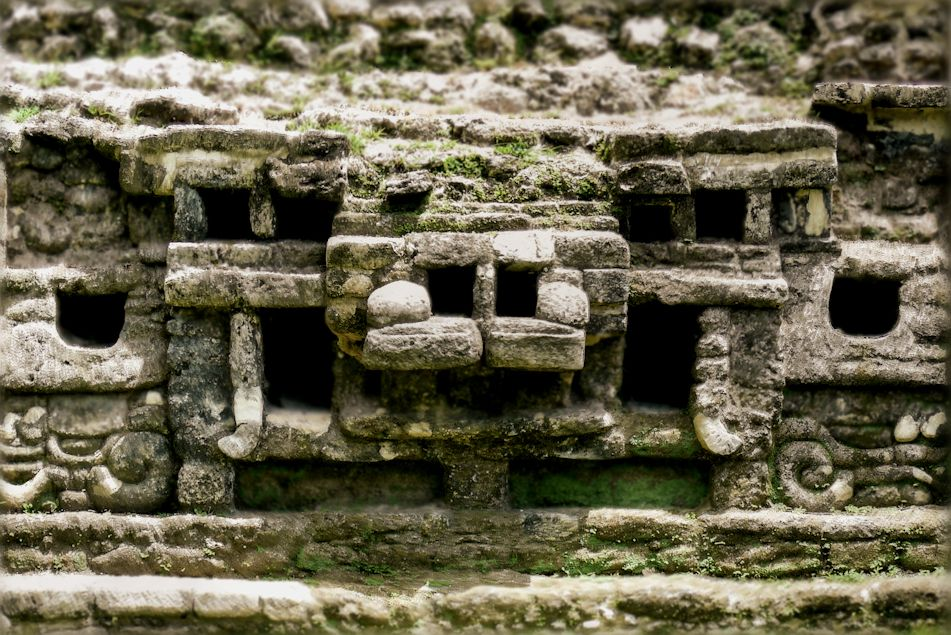
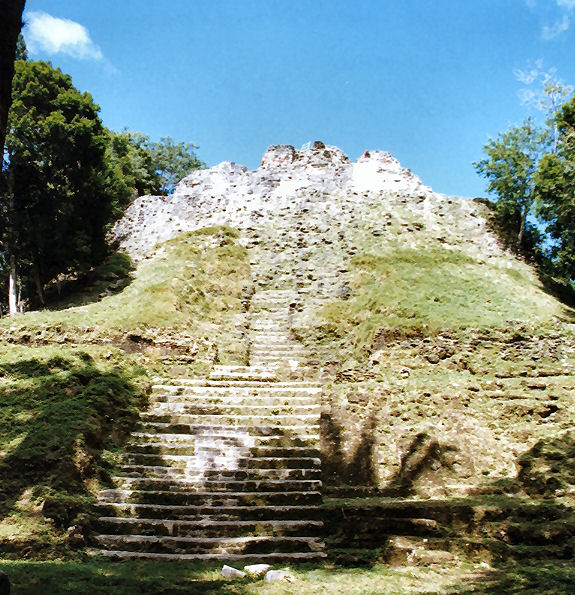
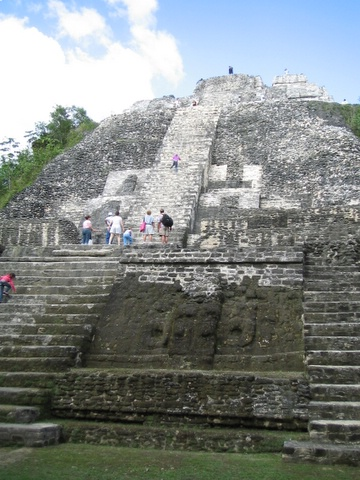